# Гамбурзький симфонічний оркестр
Га́мбурзький симфоні́чний орке́стр (нім. Hamburger Symphoniker) — німецький симфонічний оркестр, що базується в Гамбурзі. Заснований у 1957 у і дав перший концерт 16 жовтня.

## Головні диригенти
- Роберт Хегер (1957—1961)
- Габор Етвеш (1961—1967)
- Вільфрид Беттхер (1967—1971)
- Херіберт Байссель (1972—1987)[1]
- Карлос Кальмар (1987—1992)
- Мігель Анхель Гомес Мартінес (1992—2000)
- Йоав Тальмі (2000—2004)
- Андрій Борейко (2004—2007)
- Джеффрі Тейт (з 2008 року)